# Alien 3
Alien 3 (stylet som Alien ³) er en science fiction- / horror-film fra 1992 og den tredje film i Alien-serien og den første film instrueret af David Fincher. De to forudgående film blev instrueret af henholdsvis Ridley Scott og James Cameron.
Alien 3 havde en del problemer under produktionen, med f.eks. forskellige drejebogsforfattere og instruktører, som deltog i projektet. Projektet gik da også i gang uden et endeligt manuskript. 
Alien 3 var debutfilmen for den unge David Fincher, der blev bragt ind i projektet meget sent i udviklingen af filmen, efter en foreslået version, skrevet af Vincent Ward ved roret, faldt igennem. Fincher havde meget lidt tid til at forberede sig samt meget lidt erfaring på det tidspunkt, hvilket gjorde at det at lave filmen blev en smule pinefuldt for ham, da han var nødt til at udholde uophørlige kreative indblandinger fra studiet og var nødt til at skyde filmen uden at have et bestemt manuskript. Der var også et stort pres på David Fincher for, at lave en værdig film, som gerne skulle være lige så god som forgængerne lavet af henholdsvis James Cameron og Ridley Scott. Filmselskabet demonstrerede ved afslutningen af projektet igen hvordan de modarbejdede Fincher, ved at de frigav både teaser og trailer uden hans samtykke samt information om at filmen skulle finde sted på Jorden. 
Filmen fik blandede anmeldelser, og selvom den ikke blev den store succes i USA tjente den stadig mere end 100 millioner dollars uden for Nordamerika.
Den officielle efterfølger til denne film er Alien: Resurrection (1997).

## Plottet
Der opstår en brand om bord på rumskibet Sulaco. Om bord på rumskibet er Ellen Ripley, Newt, korporal Hicks og den beskadigede androide Bishop i dvale. Nødkapslen med disse personer bliver affyret fra rumskibet Sulaco og ud i rummet. En panorering af besætningen i dvale viser, at et lille rumvæsen har sat sig fast på et af besætningsmedlemmerne. Nødkapslen styrter ned på planeten Fiorina 'Fury' 161, der huser et støbeanlæg og en straffekoloni kun beboet af mandlige indsatte med dobbelt-Y-syndrom (et ekstra Y-kromosom), og med domme for grov vold og voldtægt. Efter at de indsatte finder nødkapslen i havet ser seerne rumvæsnet nærme sig fængselshunden. Ripley bliver bragt til straffekolonien og bliver vækket af fængslets læge Clemens som fortæller hende, at hun er den eneste overlevende fra styrtet. Mange af de tidligere indsatte har taget en apokalyptisk version af kristendommen til sig og Ripley bliver da også advaret af fængselsinspektøren Harold Andrews om, at hendes tilstedeværelse blandt de indsatte muligvis kan have meget skadelige virkninger på dem. 
Mistænksom over hvad der forårsagede nødlandingen og hvad der dræbte hendes ledsagere, anmoder Ripley om, at Clemens udfører en obduktion på Newt. Hun frygter nemlig, at Newt kunne være inficeret med et alienfoster i sin krop. Ripley deler dog ikke denne oplysning med andre, heller ikke Clemens. På trods af protester fra fængselsinspektøren og hans assistent, Aaron, bliver obduktionen foretaget, og der findes intet foster i Newts krop og Clemens proklamerer, at Newt simpelthen er død i styrtet.  I mellemtiden forstyrrer Ripleys usædvanlige adfærd mere og mere fangerne. 
Der bliver udført en bisættelse for Newt og Hicks, hvor deres kroppe bliver kremeret i anlæggets enorme ovn. I en anden del af anlægget begynder fængselshunden at få kramper og en alien sprænger sig ud af kroppen på hunden. Rumvæsnet begynder at angribe og dræbe forskellige medlemmer af kolonien. Den udstødte fange Golic ryger f.eks. tilbage til sin tidligere forstyrrede tilstand. For at få nogle flere svar genaktiverer Ripley den meget beskadigede androide Bishop, der bekræfter, at der var et rumvæsen om bord på Sulaco, og at den er kommet med til Fiorina i nødkapslen. Hun fortæller Andrews om hendes tidligere møder med aliens og foreslår, at de alle arbejder sammen om at jage og dræbe rumvæsnet. Andrews tror dog ikke på hendes historier og forklarer Ripley, at anlægget ikke har nogen våben. Deres eneste håb om beskyttelse og redning er det rumskib, der bliver sendt af Weyland-Yutani Corporation for at hente Ripley.
Tilbage i fængslets sygeafdeling bliver Clemens dræbt af en alien imens Ripley taler om situationen med ham, men da rumvæsnet skal til at angribe Ripley stopper den pludselig op og forsvinder igen og skåner derved på mystisk vis hendes liv. Hun løber ind i messen for at advare de andre, blot for at se et rumvæsen dræbe fængselsinspektøren. Ripley samler de indsatte og foreslår, at de hælder det meget brandfarlige giftaffald, der er gemt i anlægget, i ventilationssystemet og antænder det. Eksplosionen skyldes aliens tidlige intervention, hvilket resulterer i flere dødsfald. Med hjælp fra noget lægeudstyr fra Sulacos nødkapsel og ved at scanne sig selv opdager Ripley, at en aliendronning vokser inde i hende. Hun finder også ud af at hendes firma Weyland-Yutani Corporation i virkeligheden ønsker dronningens foster og det voksne rumvæsen, i håb om at gøre det til et biologisk våben. Da den voksne alien ikke vil dræbe hende fordi hun bærer dronningefosteret i sig, beder hun Dillion, den religiøse leder af de indsatte, om at dræbe hende. Dillon går med til denne aftale så længe Ripley lover, at hjælpe ham og de andre indsatte med, at dræbe det voksne rumvæsen først. De lægger sammen en plan om at lokke rumvæsnet ind i støberiets støbeanlæg og overhælde det med smeltet bly. Planen går dog ikke så let og det resulterer i at Dillion og resten af de indsatte, på nær Morse, dør. Rumvæsnet bliver dækket af smeltet metal, men undslipper støbeformen og bliver efterfølgende dræbt af Ripley, da hun udløser sprinklerne, så vand sprøjter udover rumvæsnet. Dette ødelægger rumvæsnets exoskelet, som splintrer på grund af termisk chok.
Mens Ripley kæmper imod rumvæsnet ankommer et team fra Weyland-Yutani, herunder en mand ved navn Michael Bishop, som påstår at være Bishop-androidens skaber. Han forsøger at overtale Ripley til at lade sig operere, for at de kan fjerne dronningefosteret fra hendes krop, og de hævder også, at fosteret efterfølgende vil blive ødelagt. Ripley nægter at hjælpe dem og kaster sig ned i den gigantiske ovn samtidig med at dronningen er på vej ud af hendes bryst. 
Filmen afsluttes med en sekvens, der viser anlægget, som der bliver lukket ned, idet den sidste overlevende indsatte, Morse, bliver ført væk og derefter et andet billede af nødkapslen fra Sulaco, der bliver sendt af sted hvorefter man hører en lydoptagelse af Ripleys sidste monolog fra den originale Alien-film.

## Eksterne Henvisninger
- Alien 3 på Internet Movie Database (engelsk)
- Alien 3 på Filmdatabasen
- Alien 3 på Scope
- Alien 3 i Svensk Filmdatabas (svensk)
- Alien 3 på AlloCiné (fransk)
- Alien 3 på MovieMeter (nederlandsk)
- Alien 3 på AllMovie (engelsk)
- Alien 3 hos American Film Institute (engelsk)
- Alien 3 hos British Film Institute (engelsk)
- Alien 3's profil hos Encyclopædia Britannica Online (engelsk)